# 宮崎美子のすずらん本屋堂
『宮崎美子のすずらん本屋堂』（みやざきよしこのすずらんほんやどう）は、BS11で2012年4月3日から毎週火曜日→2013年4月5日から2016年3月までは金曜日の22:00 - 22:54（JST）放送されていた本の情報番組（書評番組）。

## 概要
番組タイトルにある“すずらん”は、BS11本社（神田駿河台）近辺、書店街で知られる神保町の“すずらん通り”から命名された。
女優の宮崎美子が司会を務め、毎回ゲストコメンテーターの2人とともに本にまつわるさまざまな情報を紹介していく。また、番組ナビゲーター役としてCGキャラクターの女性書店員“すずらんさん”が登場する。すずらんは声優の疋田由香里が担当。天の声（ナレーション） でスタジオ出演者とその場でやり取りしながら、進行のほか紹介作品のあらすじや作品の一節を朗読する。
スタジオセットにヴァーチャルスタジオを使用。背景CGは満天の星のもと岸から観たライトアップされた街並みで、空に映画『月世界旅行』の人面月が浮かんでいるという幻想的なもの。
2016年3月をもって放送を終了した。
現在ツイッターの公式アカウントは鍵アカウントとなっている。

## 出演者
司会
- 宮崎美子

コメンテーター

- 山田真哉（作家・公認会計士）
- 多葉田聡（読売新聞文化部）
- 街田晋哉（読売新聞文化部）
- 成井豊（演劇集団キャラメルボックス代表）
- 土井英司
- 可能涼介（書評家）
- ハセベバクシンオー
- 森山智子（松丸本舗BSE）
- 浜本茂（「本の雑誌」編集長）
- 三遊亭白鳥
- 清水克衛（本のソムリエ）
- 田口久美子（ジュンク堂書店）
- 江口宏志（UTRECHTオーナー）
- 三田修平（BOOK TRUCK）
- 佐渡島庸平（コルク代表）

ナビゲーター
- すずらん（声） - 疋田由香里： 女性CGキャラクター。天の声。

## コーナー
今週の売り上げランキング
いま巷でどんな本が売れているのか、部門別売り上げランキングTOP10を紹介してコメンテーターが解説する。
宮崎美子の書棚へようこそ
ゲストトークコーナー。毎回スタジオに注目作家1人を迎えて、最新作からプライベートな話題まで宮崎が作家の素顔に迫る。後半では番組で募集した視聴者からの質問をゲストにぶつける。
○○○の読みたくなる本!
コメンテーターが1人1冊おすすめの本を紹介する。※○○○の部分はコメンテーターの名前
サムシング◇ニュー 〜something new〜
変わり種の新しい本を紹介する。著者本人がスタジオに登場して作品について語る。
今週のPUSH UP
番組からお薦めの一冊を紹介する。
新刊 先取りナビ
これから出る最新刊5冊を一足先に紹介する。
発掘良本
隠れた名著･良本をコメンテーターが紹介する。
東京古本散歩
北原尚彦（作家・古書収集家）と浜本茂が中央線の古書店巡りをする。語り：菅原敏（詩人）。
アンダーライン
各界の第一線で活躍する著名人に、人生で最も影響を受けた本と、その中の一節を紹介してもらう。
宮崎美子の朗読
番組の最後に宮崎が本の一節を朗読する。監修：齋藤孝。

## スタッフ
- ナレーター：疋田由香里（青二プロダクション）
- 構成：落合悠貴
- 音楽：本澤尚之
- 技術協力：クロステレビビジョン
- 美術協力：百景 谷口淳、澤田綾菜
- オープニングCG：小木曽泰之（TESTA）、大島貴明（IMAGE UNITED）大島千恵（同左）
- CG：島ノ江ゆき子、篠崎真吾
- AD：渡邉智哉、尾崎拓、川野辺沙耶、伊原俊
- AP：伊関麻由子
- FD：加治木淳
- ディレクター：森将、吉行俊介、相澤衆、垣見麻里子、伊関麻由子、岡田倫太郎、石谷徳崇
- 総合演出：朝川昭史
- プロデューサー：鈴木博喜（BS11）、坂本健、須藤景子
- チーフプロデューサー：磯ヶ谷好章（BS11）
- エグゼクティブプロデューサー：上田誠也（BS11）
- 制作協力：NEXTEP
- 制作著作：BS11